# Ghiacciaio Dobrowolski
Il ghiacciaio Dobrowolski è un ghiacciaio situato sull'Isola di re Giorgio, la più grande delle Isole Shetland Meridionali, a nord del termine della Penisola Antartica. Il ghiacciaio si trova in particolare nella parte occidentale della costa meridionale dell'isola, dove fluisce verso ovest, lungo il versante nord-occidentale del duomo Cracovia, fino a entrare nella parte più occidentale dell'insenatura di Martel, tra i picchi Precious, a nord, e la dorsale Szafer, a sud.

## Storia
Il ghiacciaio Dobrowolski è stato mappato durante la spedizione francese in Antartide svoltasi dal 1908 al 1910 al comando di Jean-Baptiste Charcot, ed è stato così battezzato dai partecipanti a una spedizione polacca di ricerca antartica svoltasi nel 1980, in onore del geofisico e meteorologo Antoni Bolesław Dobrowolski, che prese parte alla spedizione belga in Antartide effettuata fra il 1897 e il 1898, al comando di Adrien de Gerlache, e in seguito a capo dell'istituto meteorologico polacco, oggi Instytut Meteorologii i Gospodarki Wodnej.